# Castellet-lès-Sausses
 Castellet-lès-Sausses  là một xã ở tỉnh Alpes-de-Haute-Provence, vùng Provence-Alpes-Côte d'Azur ở đông nam nước Pháp.